# Isaak Paisikovic
Isaak Paisikovic (geboren etwa 1893 in Velky Rakovec, Ungarn; gestorben 1945 in Ebensee, Österreich) war ein jüdischer Überlebender des Sonderkommandos im KZ Auschwitz-Birkenau. Er hat die Massenvernichtung in den Krematorien und Gaskammern des Lagers miterlebt.

## Leben
Isaak Paisikovic wurde aus Mukatschewo, das seit 1938 zu Ungarn gehörte, mit seiner Frau und acht Kindern nach Auschwitz verschleppt. Er kam am 31. Mai 1944 in Auschwitz an und erhielt die Häftlingsnummer A-3075. Die Familie wurde auf der Rampe bei der Selektion getrennt: Isaak Paisikovic kam mit zwei Söhnen, darunter Dov Paisikovic, ins Lager.
Wenige Tage nach der Ankunft wurden Isaak Paisikovic und sein Sohn Dov dem Sonderkommando zugeteilt. Sie hatten Leichen aus einem zur Vergasungsanlage umgebauten Bauernhaus zu Verbrennungsgruben zu transportieren; später wurden sie in den Krematorien von Birkenau eingesetzt.
Paisikovic überlebte die Evakuierung des KZ Auschwitz und den Todesmarsch ins KZ Mauthausen (bei Linz). Er kam ins Nebenlager im KZ Ebensee und starb im Häftlingskrankenbau wenige Tage bevor sein Sohn Dov das Lager erreichte.